# Poecilopholis cameronensis
Poecilopholis cameronensis (камерунський полоз) — вид отруйних змій родини земляних гадюк (Atractaspididae). Мешкає в Центральній Африці. Це єдиний представник монотипового роду Poecilopholis.

## Поширення і екологія
Камерунські полози мешкають на південному сході Камеруну та в Національному парку Монте-Ален в Екваторіальній Гвінеї. Вони живуть в густих вологих тропічних лісах.